# Jubilejní pamětní medaile (Rakousko)
Jubilejní pamětní medaile, byla založena 18. srpna 1898 císařem Františkem Josefem I. při příležitosti 50. výročí nástupu na trůn 2. prosince 1848. Dekorace má tři varianty:
- zlatá medaile pro vojenské osoby a četnictvo - stužka
- bronzová medaile pro vojenské osoby a četnictvo - stužka
- bronzová medaile pro civilní osoby - stužka

Dekorace měla být nošena na levé straně hrudníku.